# پپیلو (بازیکن فوتبال، زاده ۱۹۳۳)
پپیلو (انگلیسی: Pepillo؛ ۱۰ ژوئیه ۱۹۳۳ – ۱۰ مه ۲۰۰۳) بازیکن فوتبال اهل اسپانیا بود.
از باشگاه‌هایی که در آن بازی کرده‌است می‌توان به باشگاه فوتبال ریور پلاته، باشگاه ورزشی رئال مایورکا، باشگاه فوتبال رئال مادرید، باشگاه فوتبال مالاگا، و باشگاه فوتبال سویا اشاره کرد.
وی همچنین در تیم ملی فوتبال Spain B بازی کرده‌است.